# Utenfelde
Utenfelde (auch Udendelde) ist eine Wüstung zwischen Blankenheim und Annarode im Landkreis Mansfeld-Südharz. 

## Geschichte
- Unter anderem wird in dem Schiedsspruch zwischen Erzbischof Otto von Magdeburg und Herzog Otto von Braunschweig am 4. Januar 1347 festgelegt, das letzterer seinen Anspruch auf Sangerhausen und zugehörige Güter, darunter auch Udenvelde, beweisen soll.
- Um 1400 gibt die Ortschaft Uttenfelde in banno Caldenborn 3 Schillinge halberstädtische Pfennige Prokuraturgebür.
- Nach der ersten mansfeldischen Erbteilung am 16. Juni 1420 gehört die Wiese um Utenfelde Graf Volrad von Mansfeld  und den beiden Söhnen des Grafen Albrechts. In der endgültigen Teilung um 1430 kommen die Wiesen um Utenfelde je zur Hälfte an ersteren und an Grad Günter V.
- Im Jahr 1473 wird Utensvelde als dorff mit gerichte, gehulze, wiesen und felde zur Herrschaft Sangerhausen gehörig beschrieben.
- Um 1477 belehnt Erzbischof Ernst die Grafen von Mansfeld unter anderem mit der Burg Mansfeld und dem Zubehör Utenfelde.
- 1483 streiten sich der Kurfürst Ernst und Herzog Albrecht von Sachsen mit den Grafen von Mansfeld über die Grenze von Sangerhausen. Ersterer behauptet, die Grenze liegt [...]neben der Wüstung Schawesfelde bis an die dippelsdorfer Gehölze und an die Mark Utenfelde [...].
- um 1484 wir der Ort Utenfelde als wüst beschrieben.